# Mokré louky (Třeboň)

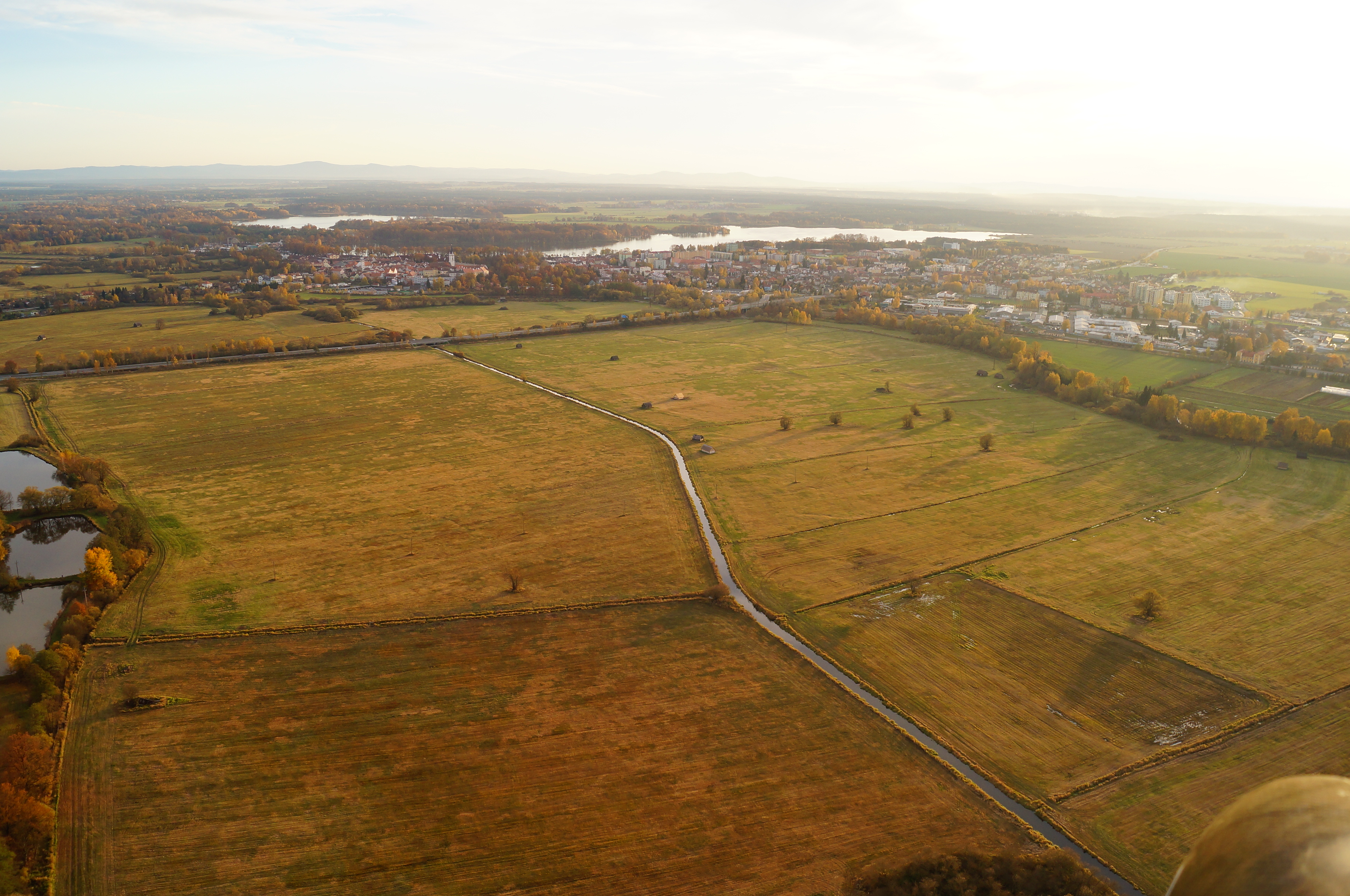
Pohled na louky se seníky a městem Třeboň v pozadí.

Mokré louky, též Mokrá luka, se nacházejí severovýchodně od města Třeboně v Jihočeském kraji. Oblast se táhne severojižním směrem od rybníka Rožmberk na severním okraji přes okolí železniční stanice Třeboň-lázně až k Čertovu dubu. Louky představují historicky přirozenou bariéru, která znemožňovala růst města Třeboně v jeho dějinách na sever a na východ. Plocha nebyla až na drobné výjimky (ulice Dukelská, dříve Čs. legií, hasičská zbrojnice) nikdy zastavěna. 
Rozloha luk činí cca 450 ha. Jsou podmáčené s rašelinným podkladem, který má sílu až několik metrů. V minulosti byla část luk zaplavena rybníkem Rožmberk (na historických mapováních lze vyšší hladinu rybníka vypozorovat). V severojižním směru jimi prochází stoka; od západu k východu: Zlatá stoka, Prostřední stoka, říčka Olšovka a Černá stoka. Louky vznikly vykácením původního podmáčeného lesa. Vzhledem k tomu, že se jedná o sníženinu, bývají často zaplavovány.
Hospodářské využití luk spočívalo v sekání trávy a jejich pozdějším sušení v dnes památkově chráněných senících. Přeprava sena probíhala výhradně v zimě, když podmáčená oblast zmrzla. Těžba rašeliny se ukázala rovněž být základem pro rozvoj lázeňství, které se rozvíjelo od konce 19. století. 

## Galerie

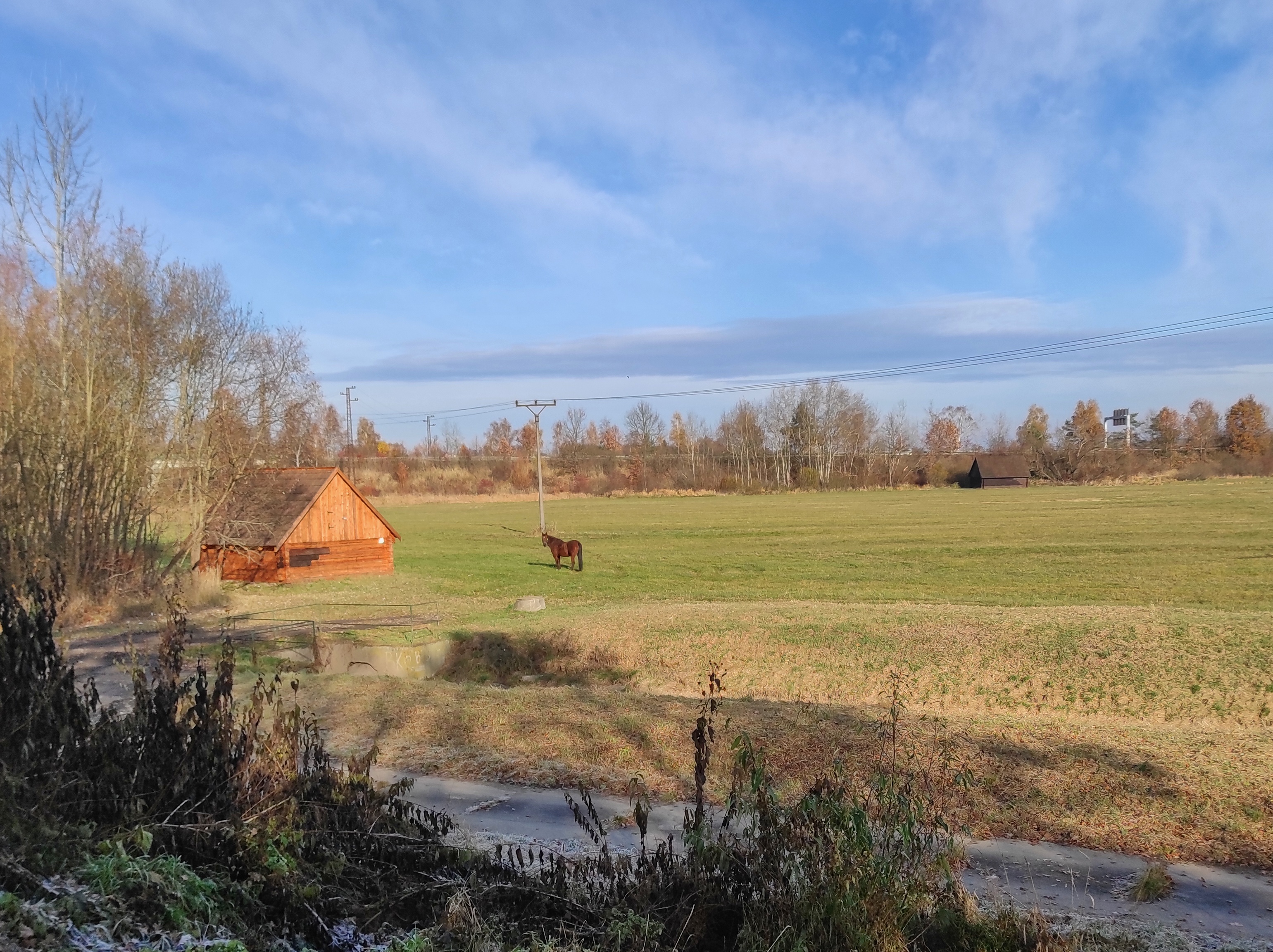
Seník a kůň na Mokrých loukách
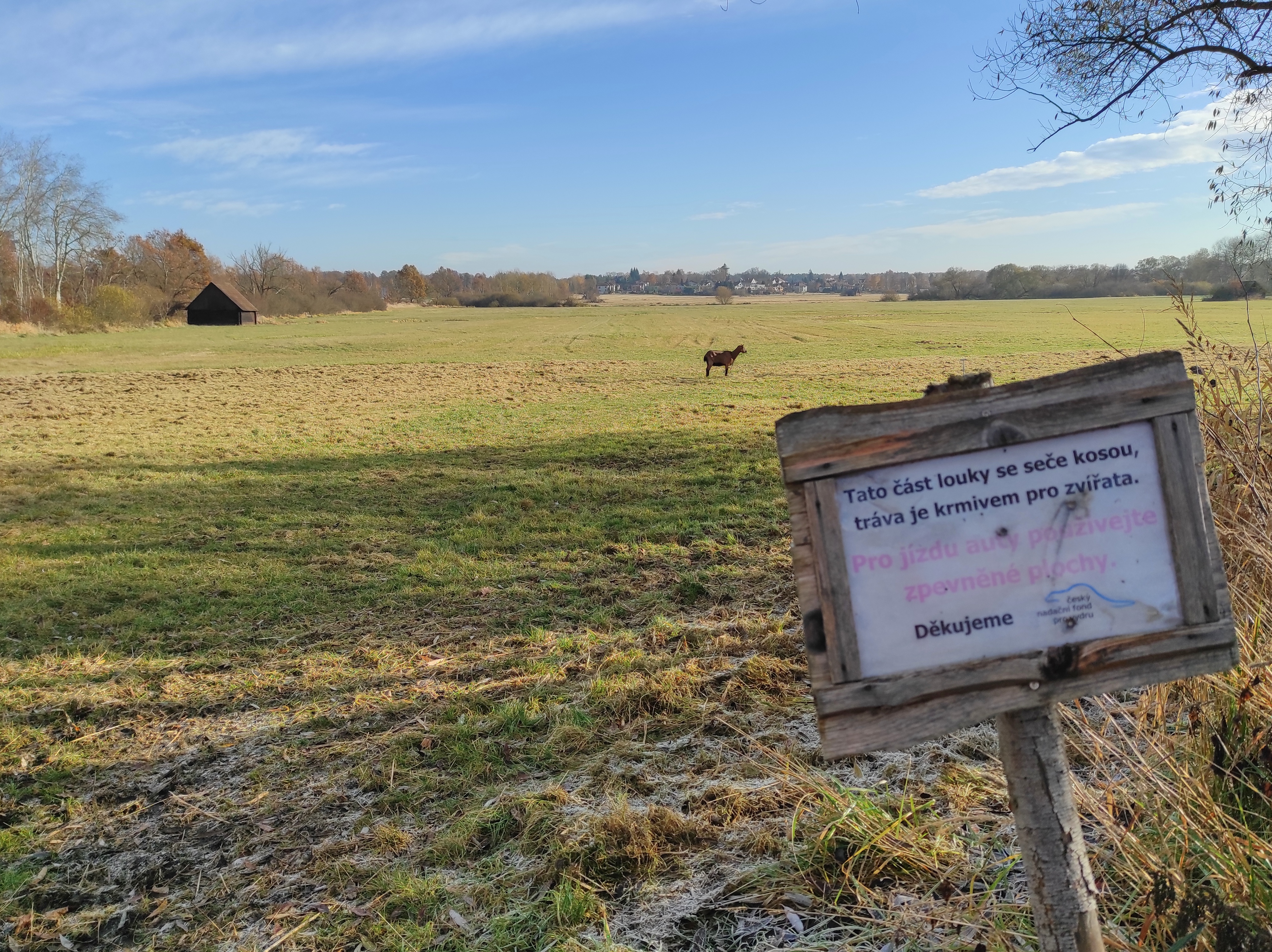
Část luk je ručně kosena
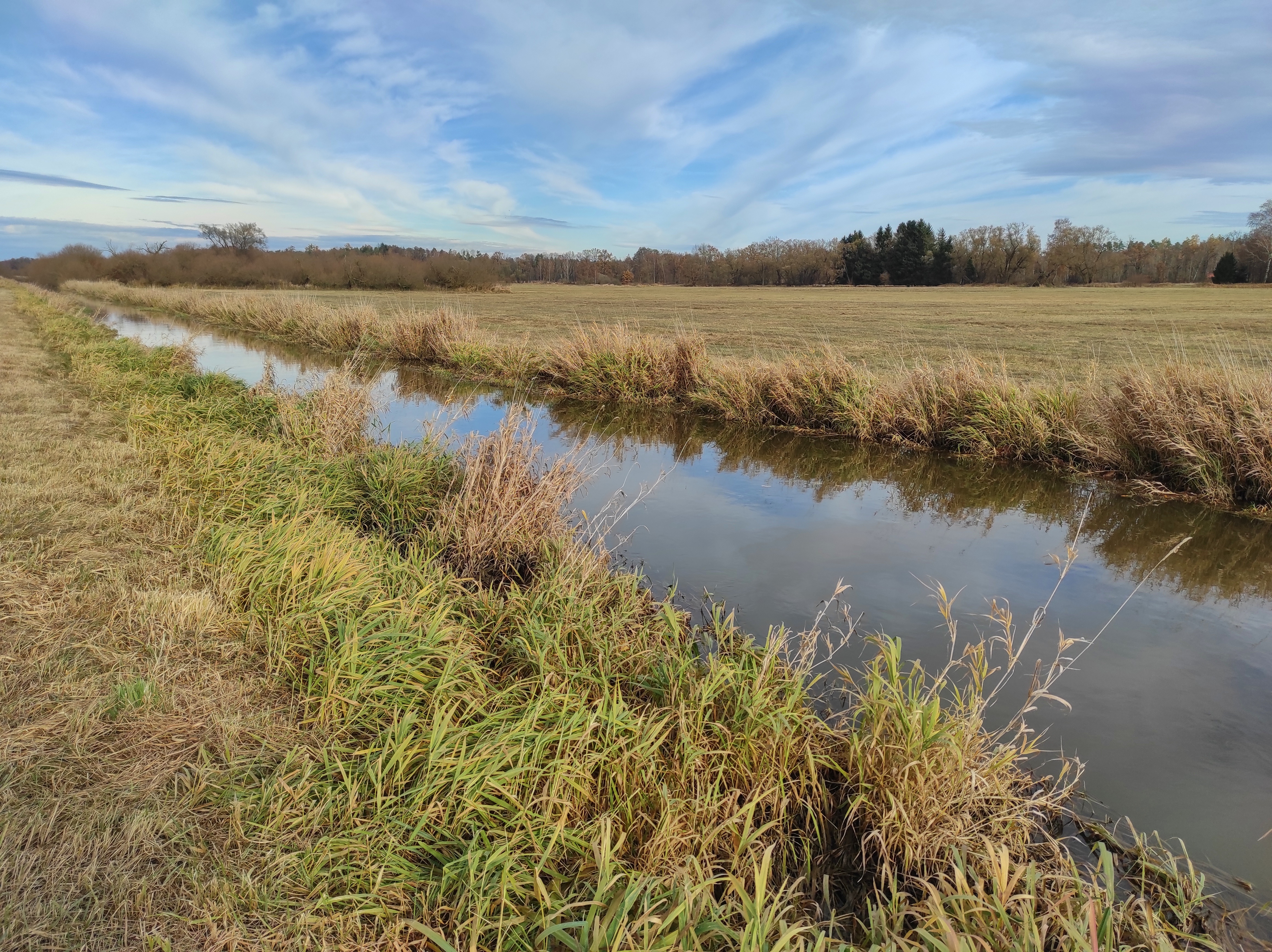
Páteřní Prostřední stoka
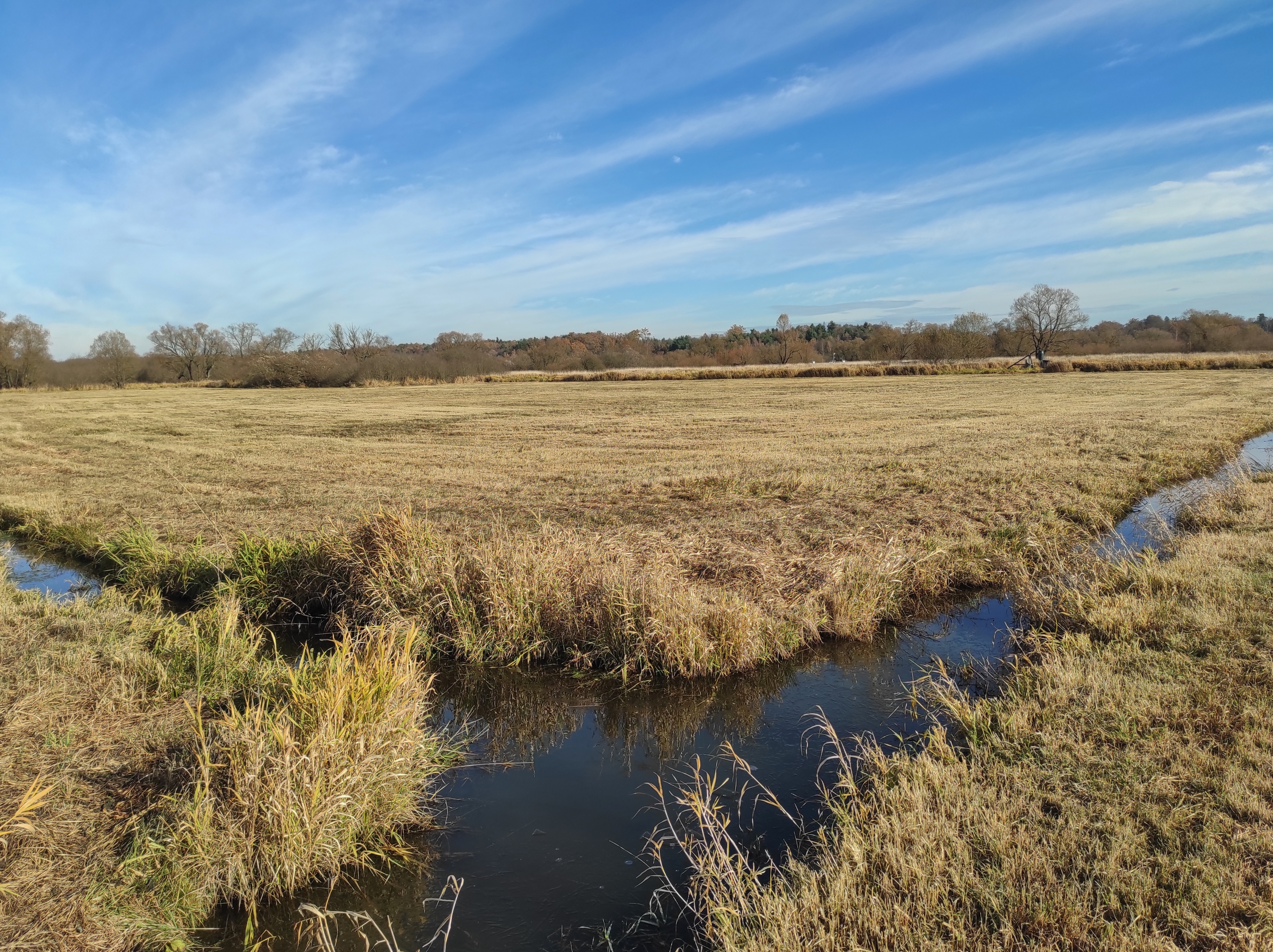
Systém menších příčných stok
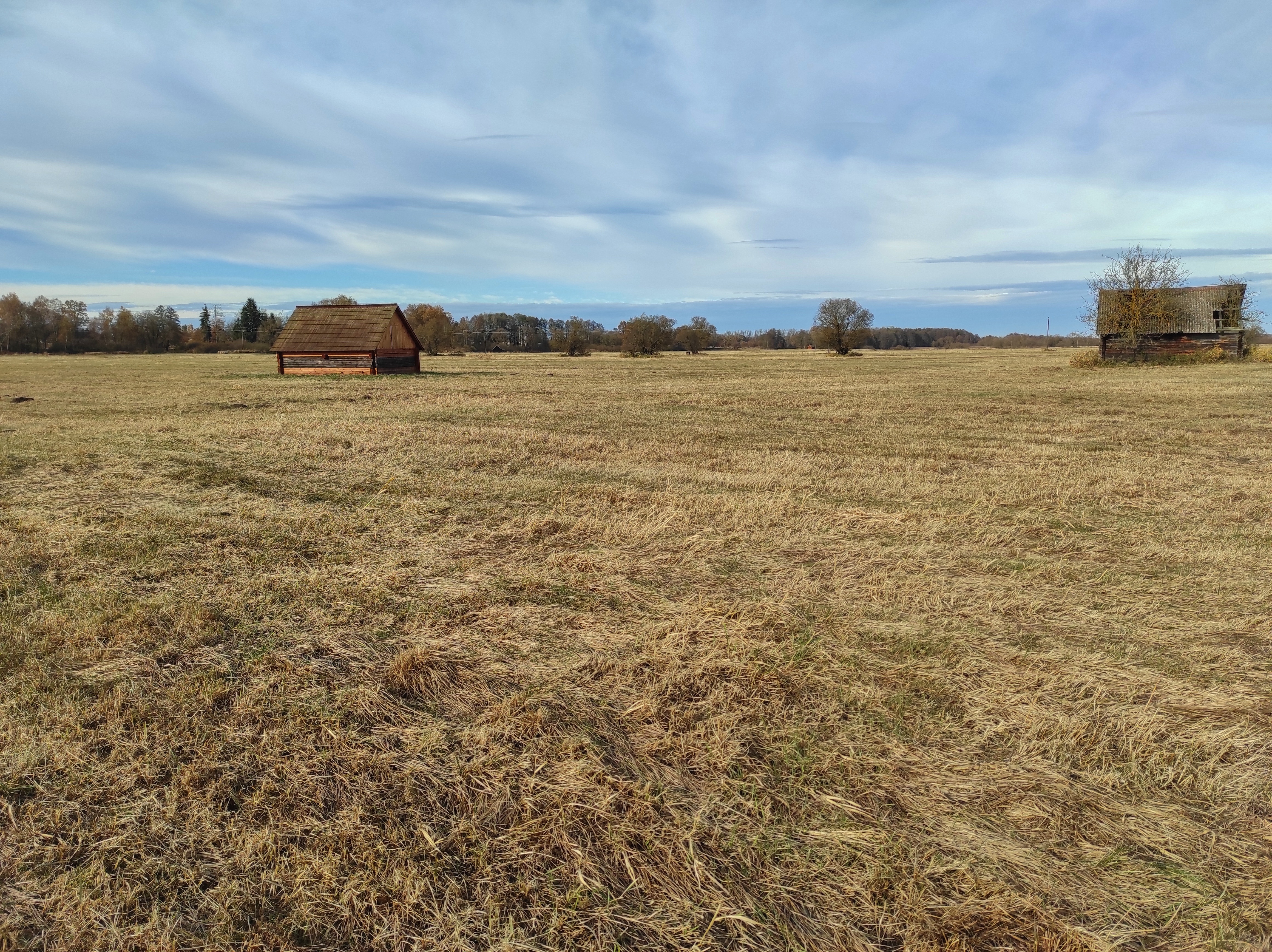
Seníky

Panoramatický pohled na zaplavené Mokré louky v září 2024